# كروسندرة حادة الفلقات
كروسندرة حادة الفلقات (الاسم العلمي:Crossandra acutiloba) هي نوع من النباتات تتبع جنس الكروسندرة من الفصيلة الأقنتية.